# ایم سه-جون
ایم سه-جون (کره‌ای: 임세준؛ زادۀ ۴ مه ۱۹۹۶) که با نام سه‌جون شناخته می‌شود، خوانندۀ اهل کره جنوبی است. او چهره و خوانندۀ اصلی گروه پسرانۀ ویکتون است.